# Katja Lührs
Katja Lührs (* 9. Juni 1955 in Rochlitz als Katja Borsche) ist eine deutsche Schauspielerin, Fernsehmoderatorin und Buchautorin.

## Leben und Ausbildung
Aufgewachsen in Hamburg und München besuchte sie nach dem Gymnasium die Schauspielschule HB Studio (Herbert Berghof Studio) in New York City. Im Alter von achtzehn Jahren wurde sie als Fotomodell entdeckt und arbeitete für verschiedene Magazine im In- und Ausland.
Sie wirkte, teilweise unter ihrem Geburtsnamen „Katja Borsche“, in einigen Film- und Fernsehproduktionen mit. Als Schauspielerin stand sie für Kinofilme (darunter Die Frau ohne Körper und der Projektionist, Robin Hood) sowie TV-Serien (wie Die Schwarzwaldklinik, Marienhof, Dr. Stefan Frank) vor der Kamera.
Zudem war sie als Moderatorin für Teleshopping-Sender in der Werbebranche tätig. Ab 1997 moderierte sie für HSE24 die Sendung Katja Lührs Schmuckgala, bevor sie 2004 zu RTL-Shop wechselte.
Sie erhielt Ausbildungen zur Autorin und Journalistin über den Burda-Verlag sowie zur Moderatorin über das ZDF und die ARD (Bremer Fernsehen).

## Filmografie (Auswahl)
- 1983: Verkehrsgericht: Kleiner Blechschaden mit großen Folgen
- 1984: Die Frau ohne Körper und der Projektionist
- 1988: Die Schwarzwaldklinik: Der Anfang vom Ende
- 1990–1997: Ehen vor Gericht (Moderation im ZDF)
- 1992: Verkehrsgericht: Bewusstlos über Rot (Moderation)
- 1997–2001: Katja Lührs Schmuckgala (Moderation Teleshopping)
- 1998: Ein Mann fällt nicht vom Himmel
- 2001–2009: Katja Lührs Classic (Moderation Teleshopping)
- 2001–2009: Katja Lührs Design (Moderation Teleshopping)

## Auszeichnungen
- ITSLIQUID: Artist of the year 2022,[1] Artist of the year 2024[2]

## Bibliografie
- Viva Veggie! Hans-Nietsch-Verlag, Emmendingen 2011, ISBN 978-3-86264-008-9.
- Smoothie – Fit, Gesunde Ernährung. Hans-Nietsch-Verlag, Emmendingen 2013, ISBN 978-3-86264-243-4.